# Lasíti
Lasíti (em grego: Λασίθι; em inglês: Lasithi), por vezes grafado Lassíti ou Lasitíou, é uma unidade regional da Grécia, localizada na ilha e região de Creta. Sua capital é a cidade de Ágios Nikolaos.